# Pascal Joseph von Ferro
Pascal Joseph Ferro, ab 1805 Pasqual Joseph Ritter von Ferro (* 5. Juni 1753 in Bonn; † 21. August 1809 in Wien), war ein deutscher Arzt, Sanitätsreferent der niederösterreichischen Landesverwaltung und Hochschullehrer in Wien, der das moderne Sanitäts- und Rettungsdienstwesen sowie die Kuhpockenimpfung in Österreich eingeführt hat.
Pascal Joseph wurde 1753 in Bonn als Sohn des Offiziers Johann Lazarus Ferro aus Treviso und der Anna Catharina Komerscheid geboren. Mit 14 Jahren begann er zunächst eine Ausbildung als Wundarzt, damals ein Handwerksberuf, und ging dann zum Militär. Von 1771 bis 1775 war er Feldscher eines pfälzischen Kavallerieregiments. Ferro wollte jedoch Arzt werden und studierte Medizin in Heidelberg, Straßburg und Wien. Er blieb in Wien und war zunächst Assistenzarzt am Parzmayerschen Spital, ehe er 1785 in den sanitären Verwaltungsdienst eintrat mit dem Titel Sanitätsmagister von Wien. Im Jahr 1793 wurde er zum Sanitätsreferent der niederösterreichischen Landesregierung im Rang eines Regierungsrates ernannt. In dieser Position sorgte er für die Einrichtung eines Rettungswesens und regelte das Bestattungswesen.
1780 begann Ferro als Mediziner mit Kaltwasserbehandlungen (Hydrotherapie) und Sauerstofftherapie, zudem konstruierte er ein Badefloß als schwimmende Badeanstalt auf der Donau.
Ab 1789 war Ferro Mitglied der Deutschen Akademie der Naturforscher Leopoldina. Sein akademischer Name lautete Antonius Musa II.
Er war auch der erste Arzt in Wien, der 1799 die Jennersche Kuhpockenimpfung einführte und in der Folge zum Pionier der Vakzination in Österreich wurde.  1805 wurde er als Pasqual Joseph Ritter von Ferro in den Adelsstand erhoben. Nach der Schlacht bei Wagram am 6. Juli 1809 infizierte er sich auf dem Schlachtfeld, wo er Verwundete versorgte, mit Typhus und starb einen Monat später.
Im Jahr 1894 wurde in Wien-Währing (18. Bezirk) die „Ferrogasse“ nach ihm benannt.

## Schriften
- Vom Gebrauche der kalten Bäder (1781)
- Von der Ansteckung der Epidemischen Krankheiten und besonders der Pest (1782)
- Nähere Untersuchung der Pestansteckung (1787)
- Über die Wirkungen der Lebensluft (1795)
- Über den Nutzen der Kuhpocken-Impfung (1802)